# Station Gołąb
Station Gołąb is een spoorwegstation in de Poolse plaats Gołąb.